# 中國—國際聯盟關係
中華民國與國際聯盟關係是指中華民國與國際聯盟（通稱國聯）之間的關係。中華民國是國聯的創始成員，直至1945年才轉而成為聯合國會員國。